# Marianne Frimberger
Marianne Frimberger (* 14. Juni 1877 in Mährisch-Ostrau; † 14. Juli 1965 in Wien) war eine österreichische Malerin, Grafikerin, Illustratorin und Schriftstellerin.

## Leben
Marianne Frimberger war eine Tochter des Dialektdichters Johann Georg Frimberger. Sie studierte von 1899 bis 1903 an der Kunstgewerbeschule Wien, wo sie eine Schülerin von Felician Myrbach und Karl Karger (im Fach Malerei) war. Danach setzte sie ihre Studien ein halbes Jahr lang in München bei Heinrich Knirr, Christian Landenberger und Julius Diez fort. Anschließend kehrte sie nach Wien zurück. Dort war sie 1905/1906 Gasthörerin an der Graphischen Lehr- und Versuchsanstalt.
Marianne Frimberger lebte zeitweilig mit ihrem früh verwitweten Vater und ihrer Schwester in einem Haus im Wiener Stadtteil Alt-Ottakring. Seit ihrer Studienzeit war sie als Illustratorin und Malerin tätig. 1906 eröffnete sie in ihrem Atelier am Stubenring 16 zusammen mit der Malerin und Illustratorin Adelheid Malecki (1882–1949) eine private Kunstschule für Frauen. Sie unterrichteten Zeichnen und Malen nach Naturmodellen, grafische Künste und kunstgewerbliche Arbeiten.
1910 trat Frimberger der neu gegründeten Vereinigung bildender Künstlerinnen Österreichs (VBKÖ) bei und beschickte bis 1930 regelmäßig deren Ausstellungen. Zudem war sie in den Vereinsjahren 1911/12 bis 1926/27 Mitglied des Vereins der Schriftstellerinnen und Künstlerinnen Wien.
Marianne Frimberger starb 1965 im Alter von 88 Jahren in Wien.

## Werk
Marianne Frimberger wirkte hauptsächlich als Illustratorin. Ihre ersten Illustrationen und Einband-Gestaltungen verzierten Bücher ihres Vaters. Später arbeitete sie mit verschiedenen anderen Autoren zusammen. Gemäß Thieme-Becker erreichte sie vor allem durch ihre „ansprechenden und liebenswürdigen Kinderbücher“ Bekanntheit. Vereinzelt schrieb sie für diese auch selbst die Texte. Weiters steuerte sie Illustrationen zu Zeitschriften wie Die Muskete und Österreichs Deutsche Jugend bei.
Jenseits ihrer Illustrationen schuf Frimberger Aquarelle, Zeichnungen und Lithografien. Sie stellte unter anderem Genreszenen dar. Zu ihrem Gesamtwerk gehören außerdem Entwürfe für Spielzeug und Kinderzimmermöbel.
Werke von Frimberger befinden sich in der Moravská galerie in Brünn und der Exlibris-Sammlung der Österreichischen Nationalbibliothek in Wien.
Einzelwerke der Malerei und Grafik (Auswahl)
- Alter Hof in der Bäckerstraße, Aquarell, 35,8 × 45,3, Signatur „M Frimberger“, Werksammlung VBKÖ[7]
- Erdäpfelausnehmen, Lithografie, 1904 Olmützer Kunstausstellung[8]
- Alte Kameradinnen, Aquarellierte Kreidezeichnung, 1910 Ausstellung VBKÖ[9]
- Einführung des Pfluges in Mähren (Anfang des 13. Jahrhunderts),  Aquarellierte Kreidezeichnung, 1912 Ausstellung VBKÖ[10]
- Die Judith von Wien (Nach einer Alt-Wiener Sage aus dem 14. Jahrhundert), Aquarellierte Kreidezeichnung, 1912 Ausstellung VBKÖ
- Bubi kocht, Aquarell, 1914 Ausstellung VBKÖ[11]
- Die Speckseite im Rotenturmtor, Aquarell, 1914 Ausstellung VBKÖ[12]
- Der Abschied (Soldat nimmt von seiner alten Mutter Abschied), 1916 Ausstellung VBKÖ[13]
- Das neue Bilderbuch, Aquarell, 1917 Ausstellung VBKÖ
- Pferdchen hat Durst, 1917 Ausstellung VBKÖ[14]
- Frühling in Klosterneuburg, 1927 Ausstellung VBKÖ[15]

Eigenständige Publikationen
- Kinder. Ein buntes Buch in Wort und Bild, das unseren lieben Kleinen gilt. Weise, Stuttgart 1910.
- Spielst du mit? Loewe, Stuttgart 1914.
- Puck und Muck, die guten Zwergenbrüder. Steinbrener, Winterberg 1933.
- Bei Bienchen, Mäuschen und Käferlein. Trenkler-Verlag, Leipzig 1938.
- Bei den guten Zwergelein. Steinbrener, Winterberg 1940.

Buchillustrationen
- Johann Georg Frimberger: Is’s gfälli? Gedichte in niederösterreichischer Mundart. Österreichische Verlags-Anstalt, Linz 1903.
- Johann Georg Frimberger: Der Binder von Reinthal. Österreichische Verlagsanstalt, Wien 1903.
- Charles Dickens: Oliver Twist. Akademischer Verlag, Wien 1907.
- Fritz Stüber-Gunther: Wiener Bilderbuch. Weise, Stuttgart 1912.
- Emil Hofmann: Lieder, die ich mit meiner Puppe singe. Loewe, Stuttgart 1913.
- Josef Fritsche: Elternhaus und Schule. Eine Rechenfibel für den ersten Unterricht an österreichischen Volksschulen. Tempsky, Wien 1914.
- Johann Georg Frimberger: Landluft. Dorfgeschichten aus dem niederösterreichischen Weinland. K. K. Schulbücher-Verlag, Wien 1918.
- Emil Hofmann: Alt-Wien: Geschichten und Sagen. Schulbücherverlag, Wien 1919.
- Tezelin Halusa: Studio auf einer Reis'. Lustige Studentengeschichten aus Alt-Österreich. Typographische Anstalt, Wien, 1923.
- Emil Hofmann: Spielzeugs Abenteuer. Bilderbuch. Gebr. Stiepel, Reichenberg 1925.
- Josef Reitmeyer: Jugendland-Wunderland. Ernste und heitere Geschichten in Prosa und Gedichten. Pichlers Witwe & Sohn, Wien 1924.
- Richard Klement: Der Hanserl und die Lori und die Tiere. Ein Bilderbuch für 3-6jährige Kinder. Gebr. Stiepel, Reichenberg 1926.
- Marie Richter: Unsere Haustiere. Gebr. Stiepel, Reichenberg 1926.
- Clara Berg: Wie Tiere spielen: Erzählungen. Pestalozzi Verlags-Anstalt, Berlin-Grunewald 1927.
- Gertrud Ingeborg Klett: Waldnacht. 2. Auflage. J. F. Schreiber, Esslingen 1929.
- Franz Eduard Hrabe: Das Leben des Waldes. Steinbrener, Winterberg 1929.
- Josef Karl Jilek: Schattenrisse des Lebens. Erzählungen. Typographische Anstalt, Wien 1948.

## Ausstellungen (Auswahl)
- 1904: Neunte Olmützer Kunstausstellung
- 1905: Frauenkunstausstellung und Ausstellung künstlerischer Reklame, Mährisches Gewerbemuseum, Brünn[16][17]
- 1910, 1911, 1912, 1914, 1916, 1917, 1927: Vereinigung bildender Künstlerinnen Österreichs
- 1910: Deutsch-mährische Kunstgewerbeausstellung, Brünn[18]
- 1914: Deutsch-mährische Kunstausstellung, Znaim[19]
- 2004: Aufbruch und Idylle: Exlibris österreichischer Künstlerinnen 1900–1945, Papyrusmuseum, Österreichische Nationalbibliothek[20]